# Théâtre-Libre

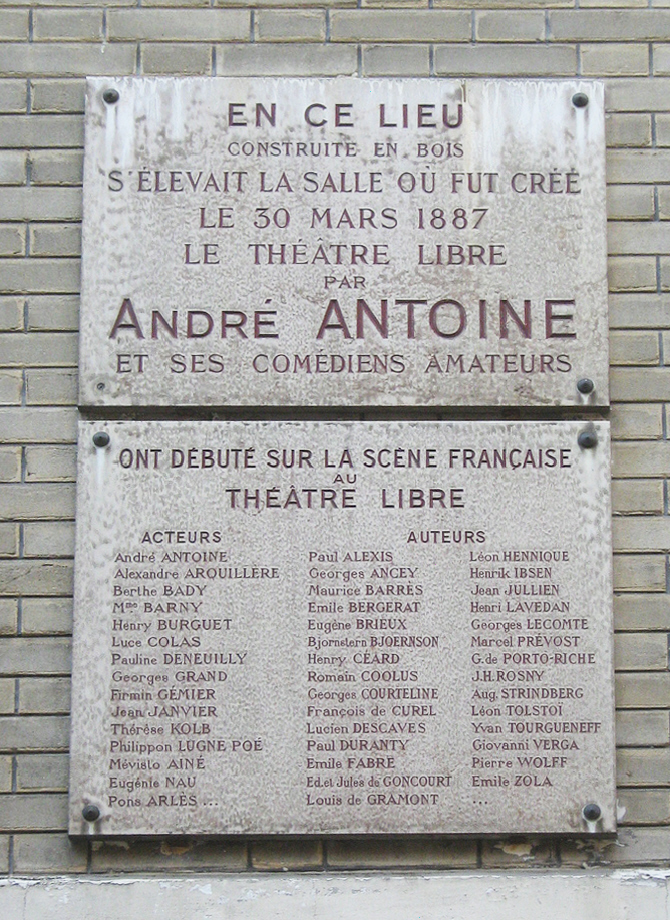
Plaque commémorative au 37, rue André-Antoine à Paris marquant l'emplacement de la salle où fut créé le Théâtre-Libre.

Le Théâtre-Libre est un mouvement théâtral né dans une salle du 18e arrondissement de Paris, créé par André Antoine en 1887 afin de rénover le spectacle au moyen d'une mise en scène réaliste et par l'interprétation de jeunes écrivains naturalistes français (Émile Zola) et étrangers (Ibsen, Strindberg). 
Les programmes et les affiches étaient réalisés par des artistes tels que Ibels, Vuillard, Signac, Willette, Toulouse-Lautrec, Abel Truchet, Henry Gerbault, Louis Anquetin, Alexandre Charpentier, Henri Rivière,de facture réaliste, souvent féroces, qui témoignaient de l'atmosphère du Théâtre-Libre, et de l'esprit de liberté du répertoire et du jeu.

## Naturalisme théâtral
Le naturalisme, qui était alors au premier plan de l'actualité littéraire, restait exclu des scènes officielles. André Antoine comprit tout le parti que le théâtre pouvait tirer des théories d'Émile Zola. Le Théâtre-Libre serait donc la scène ouverte à l'opposition dramatique, à tous les refusés de la Comédie-Française et du Théâtre de l'Odéon. Le Théâtre-Libre se présenta d'abord comme un laboratoire expérimental pour initiés, puis comme un théâtre de provocation. Après une période de difficultés qui l'obligea à quitter Paris pendant près de trois ans, il devint le lieu de rendez-vous de la haute société.

## Découverte de nouveaux talents
En 1887, le Théâtre-Libre s'installa dans la salle des Menus-Plaisirs, dans le 10e arrondissement, la propriétaire des murs ayant enfin offert des conditions  acceptables à André Antoine. Mais en 1894, le directeur du théâtre, en période de difficulté, ayant cédé à l'un de ses comédiens, Antoine Larochelle, le nom Théâtre-Libre, il dut rouvrir ses portes sous un autre nom. Ce sera le théâtre Antoine où l'activité du Théâtre-Libre se poursuivit avec des auteurs tels que Courteline, Tolstoï, Balzac, Giovanni Verga, Ivan Tourgueniev, et où furent jouées des œuvres inédites d'écrivains tels que les frères Goncourt, Paul Claudel et Villiers de L'Isle Adam. Dans ses premières années d'activité, le Théâtre-Libre présenta un très grand nombre d'œuvres inédites ou composées par de jeunes auteurs dramatiques, bien plus que la Comédie-Française et le Théâtre de l'Odéon réunis. On peut citer encore Jules Lemaître, Jules Renard, Anatole France et Marie Lenéru (presque aveugle, atteinte de surdité dès l'âge de quinze ans), qui produisit son Journal et un essai sur Saint-Just. Parmi les acteurs se trouvait Lucien Guitry.
Rodolphe Darzens, assistant d'André Antoine jusqu'en 1894, y apporta entre autres et pour la première fois une œuvre d'Henrik Ibsen.

## Programmes
(liste non exhaustive)

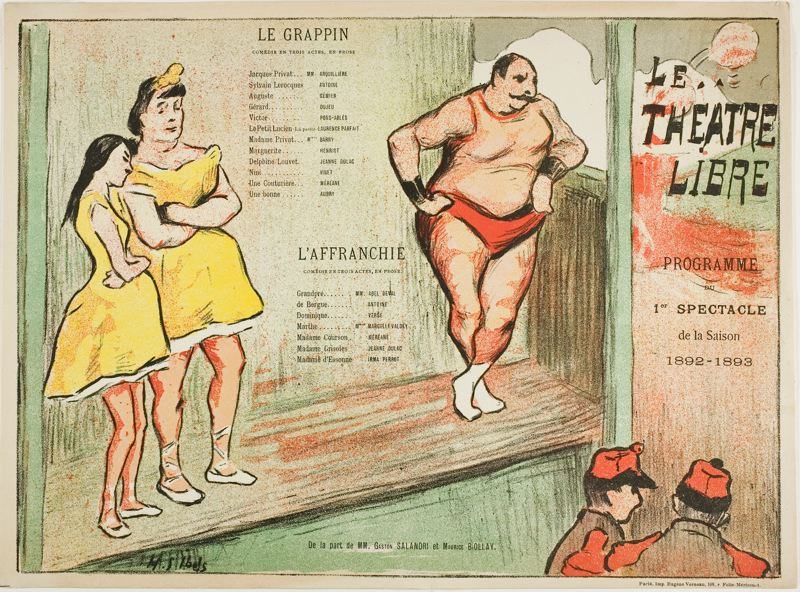
Premier programme de la saison 1892-1893 illustré par Henri-Gabriel Ibels.

- 1888 - Les Bouchers, drame en un acte de Fernand Icres.
- 1890 - Myrane, Comédie en trois actes d'Emile Bergerat[4]
- 1891 - Les Fourches Caudines, drame en un acte de Maurice Le Corbeiller[5]
- 1891 - La Rançon, comédie en trois actes en prose de Gaston Salendri[6]
- 1891 - L'Abbé Pierre, pièce en un acte de Marcel Prévost
- 1891 - Un Beau Soir, comédie en un acte de Maurice Vaucaire
- 1892 - Le Père Goriot, comédie d'Honoré de Balzac[7]
- 1892 - L'Etoile Rouge, pièce en trois actes de Henry Fèvre[8]
- 1892 - Seul, Pièce en deux actes d'Albert Guinon
- 1892-1893 - Les Tisserands, drame en cinq actes -  La Fumée, puis La Flamme
- 1894 - L'Inquiétude  -  Amants éternels
- 1895-1896 - La fille d'Artaban - La Nébuleuse -  Dialogue Inconnu[9]